# 阿方斯·米爾恩-愛德華茲
阿方斯·米爾恩-愛德華茲（法語：Alphonse Milne-Edwards，1835年10月13日—1900年4月21日）是一名法國哺乳動物學家、鳥類學家和癌症學家。他祖籍英國，是亨利·米爾恩-愛德華茲的兒子和布賴恩·愛德華茲（Bryan Edwards）的孫子，布萊恩·愛德華茲是牙買加種植園主，定居布魯日（當時在法國）。

米爾恩-愛德華茲於1859年獲得醫學學位，1876年成為其父親在植物園的助手。1891年，他成為法國國立自然史博物館館長，特別致力於鳥類化石和深海勘探。1881年，他與利奧波德·德·福林一起對加斯科尼灣進行考察，並在Travailleur號和塔里斯曼號上工作，對加那利群島、維德角群島和亞速群島附近的海域進行研究。為此，他獲得英國皇家地理學會的金質獎章。
他主要的鳥類學著作包括：《為法國鳥類化石史服務的古人類和古生物研究》（分兩部分於1867年和1872年出版）、《馬斯克林島和馬達加斯加鳥類動物研究》（1866年—1874年出版）和《為哺乳動物自然史服務的研究》（1868年—1874年出版）。他透過對化石的研究，發現了史前法國的熱帶鳥類，如咬鵑和鸚鵡。他與阿爾弗德·格朗迪迪爾合作編寫了《馬達加斯加政治、物理和自然史》。
米爾恩-愛德華茲也描述了至少一種植物分類群；鳥類學家利昂·杭布洛特從科摩羅大葛摩島採集的一種杜仲膠，米爾恩-愛德華茲將其命名為「Isonandra gutta」。（杜仲膠現在被認為是Palaquium gutta在分類學上的異名，也是其基名Isonandra gutta的同名）
1879年，米爾恩-愛德華茲在法國科學院院刊上首次描述大王具足蟲。